# Oben am jungen Rhein
Oben am jungen Rhein is het volkslied van Liechtenstein. De melodie is gelijk aan God Save the King van het Verenigd Koninkrijk. De reden hiervoor moet niet gezocht worden in verbondenheid tussen Liechtenstein en het Verenigd Koninkrijk, maar ligt eerder in de relatie met Zwitserland en Pruisen. Tot 1866 behoorde Liechtenstein tot de Duitse Bond. De volksliederen van Zwitserland, Pruisen en het Duitse Keizerrijk hadden voorheen eveneens deze melodie.
De tekst uit 1850 is van Jakob Joseph Jauch en werd in 1963 iets aangepast. In de originele tekst werd namelijk de verbondenheid met het Heilige Roomse Rijk aangehaald. Ook werd de eerste regel gewijzigd; van Duitse Rijn naar de jonge Rijn.

## Tekst
| Tekst 1. Oben am jungen Rhein Lehnet sich Liechtenstein An Alpenhöh’n. Dies liebe Heimatland, Das teure Vaterland Hat Gottes weise Hand Für uns erseh'n. 2. Hoch lebe Liechtenstein Blühend am jungen Rhein, Glücklich und treu. Hoch leb' der Fürst vom Land, Hoch unser Vaterland, Durch Bruderliebe Band Vereint und frei. | Nederlandse vertaling 1. Boven de jonge Rijn Rust, Liechtenstein Op Alpenhoogten. Dit geliefde vaderland, Dit geliefde vaderland Heeft Gods alwijze hand Voor ons voorzien. 2. Lang leve Liechtenstein Bloeiend aan de jonge Rijn, Gelukkig en trouw. Leve de vorst van het land, Ons vaderland, Door broederlijke band Verenigd en vrij. |

## De originele tekst
| 1. Oben am deutschen Rhein Lehnet sich Liechtenstein An Alpenhöh’n. Dies liebe Heimatland Im deutschen Vaterland Hat Gottes weise Hand Für uns erseh’n. 3. Lieblich zur Sommerzeit Auf hoher Alpen Weid Schwebt Himmelsruh’. Wo frei die Gemse springt, Kühn sich der Adler schwingt, Der Senn das Ave singt Der Heimat zu. | 2. Wo einst St. Lucien Frieden nach Rhätien Hineingebracht. Dort an dem Grenzenstein Und längs dem jungen Rhein Steht furchtlos Liechtenstein Auf Deutschlands Wacht. 4. Von grünen Felsenhöh’n Freundlich ist es zu seh’n Mit einem Blick: Wie des Rheins Silberband Säumt das schöne Land Ein kleines Vaterland Vom stillen Glück. |

5. Hoch lebe Liechtenstein, 
Blühend am deutschen Rhein, 
Glücklich und treu. 
Hoch leb’ der Fürst vom Land, 
Hoch unser Vaterland, 
Durch Bruderliebe Band 
Vereint und frei.